# لئاندرو کابررا
لئاندرو کابررا (انگلیسی: Leandro Cabrera؛ زادهٔ ۱۷ ژوئن ۱۹۹۱) بازیکن فوتبال اهل اروگوئه است که در لا لیگا در باشگاه فوتبال اسپانیول بازی می‌کند. او عمدتاً یک مدافع میانی است و می تواند در پست دفاع چپ نیز بازی کند.
وی همچنین در تیم ملی فوتبال زیر ۲۰ سال اروگوئه بازی کرده‌است.